# ATP Long Island
Das ATP-Turnier von Long Island (offiziell zuletzt TD Waterhouse Cup) war ein Herren-Tennisturnier, das im Freien auf Hartplatz ausgetragen wurde.

## Geschichte
Der Hartplatz-Wettbewerb wurde von 1990 bis 2004 in Oyster Bay, auf Long Island, im US-Bundesstaat New York ausgetragen, wo bereits seit 1981 ein Einladungsturnier stattgefunden hatte. 2005 wurde die Veranstaltung vom ATP-Turnier in New Haven abgelöst.

## Siegerliste
Rekordsieger mit jeweils zwei Erfolgen sind der Russe Jewgeni Kafelnikow, der Schwede Magnus Norman sowie der Thailänder Paradorn Srichaphan.

### Einzel
| Jahr | Sieger                  | Finalgegner        | Finalergebnis  |
| ---- | ----------------------- | ------------------ | -------------- |
| 2004 | Lleyton Hewitt          | Luis Horna         | 6:3, 6:1       |
| 2003 | Paradorn Srichaphan (2) | James Blake        | 6:2, 6:4       |
| 2002 | Paradorn Srichaphan (1) | Juan Ignacio Chela | 5:7, 6:2, 6:2  |
| 2001 | Tommy Haas              | Pete Sampras       | 6:3, 3:6, 6:2  |
| 2000 | Magnus Norman (2)       | Thomas Enqvist     | 6:3, 5:7, 7:5  |
| 1999 | Magnus Norman (1)       | Àlex Corretja      | 7:64, 4:6, 6:3 |
| 1998 | Patrick Rafter          | Félix Mantilla     | 7:63, 6:2      |
| 1997 | Carlos Moyá             | Patrick Rafter     | 6:4, 7:61      |
| 1996 | Andrij Medwedjew        | Martin Damm        | 7:5, 6:3       |
| 1995 | Jewgeni Kafelnikow (2)  | Jan Siemerink      | 7:60, 6:2      |
| 1994 | Jewgeni Kafelnikow (1)  | Cédric Pioline     | 5:7, 6:1, 6:2  |
| 1993 | Marc Rosset             | Michael Chang      | 6:4, 3:6, 6:1  |
| 1992 | Petr Korda              | Ivan Lendl         | 6:2, 6:2       |
| 1991 | Ivan Lendl              | Stefan Edberg      | 6:3, 6:2       |
| 1990 | Stefan Edberg           | Goran Ivanišević   | 7:6, 6:3       |

### Doppel
| Jahr | Sieger                                 | Finalgegner                         | Finalergebnis |
| ---- | -------------------------------------- | ----------------------------------- | ------------- |
| 2004 | Antony Dupuis Michaël Llodra           | Yves Allegro Michael Kohlmann       | 6:2, 6:4      |
| 2003 | Robbie Koenig Martín Rodríguez         | Martin Damm Cyril Suk               | 6:3, 7:64     |
| 2002 | Mahesh Bhupathi Mike Bryan             | Petr Pála Pavel Vízner              | 6:3, 6:4      |
| 2001 | Jonathan Stark (2) Kevin Ullyett (2)   | Leoš Friedl Radek Štěpánek          | 6:1, 6:4      |
| 2000 | Jonathan Stark (1) Kevin Ullyett (1)   | Jan-Michael Gambill Scott Humphries | 6:4, 6:4      |
| 1999 | Olivier Delaître (2) Fabrice Santoro   | Jan-Michael Gambill Scott Humphries | 7:5, 6:4      |
| 1998 | Julián Alonso Javier Sánchez           | Brandon Coupe Dave Randall          | 6:4, 6:4      |
| 1997 | Marcos Ondruska David Prinosil (2)     | Mark Keil T. J. Middleton           | 6:4, 6:4      |
| 1996 | Luke Jensen Murphy Jensen              | Hendrik Dreekmann Alexander Wolkow  | 6:3, 7:6      |
| 1995 | Cyril Suk Daniel Vacek                 | Rick Leach Scott Melville           | 5:7, 7:6, 7:6 |
| 1994 | Olivier Delaître (1) Guy Forget (2)    | Andrew Florent Mark Petchey         | 6:4, 7:6      |
| 1993 | Marc-Kevin Goellner David Prinosil (1) | Arnaud Boetsch Olivier Delaître     | 6:7, 7:5, 6:2 |
| 1992 | Francisco Montana Greg Van Emburgh     | Gianluca Pozzi Olli Rahnasto        | 6:4, 6:2      |
| 1991 | Eric Jelen Carl-Uwe Steeb              | Doug Flach Diego Nargiso            | 0:6, 6:4, 7:6 |
| 1990 | Guy Forget (1) Jakob Hlasek            | Udo Riglewski Michael Stich         | 2:6, 6:3, 6:4 |